# Hafenapotheke (Gröpelingen)
Die  Hafen-Apotheke in Bremen, Stadtteil Gröpelingen, Ortsteil Ohlenhof, Gröpelinger Heerstraße 202, entstand 1907 nach Plänen von Wilhelm Blanke oder / und Anton Busch. 
Das Gebäude steht seit 1973 unter Bremer Denkmalschutz.

## Geschichte
Gründer der Hafen-Apotheke an der damals noch Gröpelinger Chaussee benannten Straße war der Apotheker Heinrich Busch. Das dreigeschossige Wohn- und Geschäftshaus der Jahrhundertwende von 1907 mit einem Satteldach, dem Arzeneimittelkeller und den Stuckornamenten zwischen Erd- und Obergeschoss besitzt auch Jugendstilelemente. Der Verkaufsraum war 450 m² groß. Der hintere Bauteil hat ein Flachdach. Einige Porträts als Halbreliefs im Treppenhaus blieben erhalten. Zur Einrichtung gehörten hohe Mahagonischränke. Im weiten Umkreis war das damals die einzige Apotheke in einem Stadtteil, der damals rasant wuchs.
Anfang 1940 übergab Busch die Apotheke an seinen Neffen Apotheker Johann Hermann Busch. 1981 verkaufte dieser die Apotheke an die Apothekerin Antje Eicker. Danach erfolgte eine behutsame Modernisierung bei Erhalt vieler alter Elemente im Innenbereich.
Inzwischen (2022) befindet sich hier ein Friseurgeschäft.